# 2862 Вавилов
2862 Вавилов (енгл. 2862 Vavilov) је астероид главног астероидног појаса са средњом удаљеношћу од Сунца која износи 2,200 астрономских јединица (АЈ).
Апсолутна магнитуда астероида је 12,8.